# Granulina hadria
Granulina hadria är en snäckart som först beskrevs av Dall 1889.  Granulina hadria ingår i släktet Granulina och familjen Cystiscidae. Inga underarter finns listade i Catalogue of Life.